# Fra Lippo Lippi (groupe)
Pour l’article homonyme, voir Fra Lippo Lippi (poème).
Fra Lippo Lippi est un groupe norvégien de new wave, originaire de Nesodden.

## Histoire
Le groupe est formé en 1978 à Nesodden, près d'Oslo, par Rune Kristoffersen, Morten Sjøberg et Bjørn Sorknes après quelques années d'écriture et de répétitions sous le nom de Genetic Control.
Le groupe joue du post-punk au moment de son premier album In Silence, ce n'est qu'après qu'il prend un tournant new wave classique et de synthpop. Le nom se réfère au poème Fra Lippo Lippi de Robert Browning. En 1981, Sorknes quitte le groupe, et donc c'est sous forme de duo qu'ils sortent leur premier album In Silence sous le label norvégien indépendant Uniton, très inspirés par The Cure et Joy Division.
En 1983, le processus de création les amène à considérer le fait d'avoir un chanteur à leurs côtés et c'est donc Per Øystein Sørensen également originaire de Nesodden, proposé par leur ingénieur du son, assez doué il apporte une nouvelle dimension à leur musique. Après le succès de leur troisième album Songs, sorti en Norvège par le label Easter Productions (leur propre label) et la vente de 5 000 exemplaires sans promotion ou sorties de singles, ils signent en fin d'année avec la maison de disques Virgin UK d'envergure internationale. Le groupe est notamment connu pour la chanson Shouldn't Have to Be Like that, tirée de l'album Songs, sorti en 1986.
En 2002, Kristoffersen se retire du groupe pour se consacrer à son label, Rune Grammofon, et le groupe publie In a Brilliant White qui comprend principalement les morceaux de Sorensen et qui est initialement publié et distribué aux Philippines. Le premier single, Later, devient un succès aux Philippines même avant la sortie de l'album, qu'EMI Philippines décide de l'intégrer dans un album. Il comprend un single, Wish We Were Two, en collaboration avec Per Sorensen et Kyla.
En septembre 2009, Sørensen sort Våge, son premier album solo et tout premier en norvégien. Une version en anglais, intitulée Master of Imperfection, est publié en 2012.

## Discographie
- 1981 : In Silence (Uniton Records)
- 1983 : Small Mercies (Uniton Records)
- 1986 : Songs (Virgin)
- 1986 : Fra Lippo Lippi (Divine)
- 1987 : Light And Shade (Virgin)
- 1989 : The Colour Album (The Record Station)
- 1989 : Crash of Light, Easter Productions
- 1992 : Dreams, Polystar
- 2002 : In A Brilliant White (EMI Philippines)